# Ikeda taenioides
Ikeda taenioides är en djurart som tillhör fylumet skedmaskar, och som först beskrevs av Ikeda 1904.  Ikeda taenioides ingår i släktet Ikeda och familjen Echiuridae. Inga underarter finns listade i Catalogue of Life.